# Zvijezda
A Zvijezda-hegy (szerb nyelvű cirill írásmóddal: Звијезда) Szerbia nyugati középső részén helyezkedik el a szerb-bosnyák határon. A hegy a bosnyák oldalon fekvő Višegrad és a szerb oldalon található Bajina Bašta közt fekszik. Legmagasabb csúcsa a Veliki Stolac (1673 m) Boszniában található, melyet a szerb oldalon fekvő Kozji rid (1591m), Pivnice (1575m), Mrka kosa (1545m), és a Lisnata glavica (1510m) követ magassági sorrendben. A Zvijezda-hegy a Drina folyó kanyarulatában fekszik és a Tara-hegy nyugati folytatása. A hegy szerb oldala a Tara Nemzeti Park területén található. 

## Fordítás
Ez a szócikk részben vagy egészben  a   Zvijezda (Drina) című angol Wikipédia-szócikk ezen változatának fordításán alapul.  Az eredeti cikk szerkesztőit annak laptörténete sorolja fel. Ez a jelzés csupán a megfogalmazás eredetét és a szerzői jogokat jelzi, nem szolgál a cikkben szereplő információk forrásmegjelöléseként.